# Bellús (kommunhuvudort)
Bellús är en kommunhuvudort i Spanien.   Den ligger i provinsen Província de València och regionen Valencia, i den östra delen av landet, 300 km sydost om huvudstaden Madrid. Bellús ligger 135 meter över havet och antalet invånare är 383.
Terrängen runt Bellús är varierad. Runt Bellús är det ganska glesbefolkat, med 34 invånare per kvadratkilometer. Närmaste större samhälle är Ontinyent, 17,2 km sydväst om Bellús. Trakten runt Bellús består till största delen av jordbruksmark.